# Erwin Olaf
Erwin Olaf Springveld (Hilversum, 2 de julio de 1959-Groninga, 20 de septiembre de 2023), conocido profesionalmente como Erwin Olaf, fue un fotógrafo holandés distinguido principalmente por sus trabajos de fotografía comercial, arte y de moda.
Ha sido denominado como "maestro de le luz", al utilizar este elemento para dotar de un significado diferente a cada imagen. Su trabajo activo como parte del colectivo LGTBQ+ también fue un tema habitual en su obra. 

## Biografía
Con veintinueve años, Olaf obtuvo el primer premio en la Young European Photographer Competition con su primera serie fotográfica Chessmen. Otras series fotográficas relevantes fueron: Mind of their own (1995), Mature, Royal Blood (1999), Fashion victims (2000), Paradise (2001), Separation (2003), Rain (2004), Hope (2005) y Grief (2007).
En 2014 diseñó la moneda de euro holandesa con el retrato en perfil del rey Guillermo Alejandro. Cuatro años después, en 2018, con motivo del 50 cumpleaños del monarca, realizó los retratos oficiales de la familia real holandesa.
El 13 de marzo de 2023, se le otorgó la Medalla de Honor de las Artes y las Ciencias de la Orden de Orange. Un reconocimiento que se concede a personas con méritos excepcionales en los campos de las artes y las ciencias.
El 20 de septiembre de 2023, Olaf murió a la edad de 64 años, a consecuencia de un enfisema de larga duración, semanas después de recibir un trasplante de pulmón.